# Adem Reka
Adem Reka (ur. 1927 w Żirownicy, zm. 17 listopada 1966 w Durrës) – albański operator dźwigu, pracownik portu w Durrës. 17 listopada 1966 roku stawił się do pracy pomimo wolnego dnia, zmarł wskutek pęknięcia kabla mocującego jego pas krokowy.
Miał córkę Shpresę. Na jego cześć wzniesiono pomnik oraz nazwano jedną z ulic w Durrës.